# Liste der Biografien/Sho
Liste der Biografien |
Portal Biografien |
Personensuche
# |
A |
B |
C |
D |
E |
F |
G |
H |
I |
J |
K |
L |
M |
N |
O |
P |
Q |
R |
S |
T |
U |
V |
W |
X |
Y |
Z |
?
 
Sa |
Sb |
Sc |
Sd |
Se |
Sf |
Sg |
Sh |
Si |
Sj |
Sk |
Sl |
Sm |
Sn |
So |
Sp |
Sq |
Sr |
Ss |
St |
Su |
Sv |
Sw |
Sy |
Sz
 
Sha |
Shc |
She |
Shh |
Shi |
Shk |
Shl |
Shm |
Shn |
Sho |
Shp |
Shr |
Sht |
Shu |
Shv |
Shw |
Shy
Die Liste der Biografien führt alle Personen auf, die in der deutschsprachigen Wikipedia einen Artikel haben. Dieses ist eine Teilliste mit 302 Einträgen von Personen, deren Namen mit den Buchstaben „Sho“ beginnt.

## Sho
- Shō, Ishimoda (1912–1986), japanischer Historiker und Journalist
- Shō, Tai (1843–1901), König von Ryūkyū

### Shoa
- Shoaf, Elizabeth (* 1991), US-amerikanische Zahnarzthelferin
- Shoai, Lineo (* 1979), lesothische Leichtathletin
- Shoak, Abock, sudanesischer Boxer
- Shoak, Mandy Abou (* 1989), Schweizer Politikerin (SP) und Menschenrechtsaktivistin

### Shob
- Shobair, Ahmed (* 1960), ägyptischer Fußballtorhüter
- Shoben, Edward J. (1918–1996), US-amerikanischer klinischer Psychologe
- Shober, Francis Edwin (1831–1896), US-amerikanischer Politiker
- Shober, Francis Emanuel (1860–1919), US-amerikanischer Politiker
- Shober, Howard C. (1859–1956), US-amerikanischer Politiker
- Shōbō (832–909), japanischer Mönch, Begründer der Ono-Richtung des Shingon-Buddhismus mit großen Verdiensten um den Shugendō
- Shobokshi, Fawzi Bin Abdul Majeed (* 1938), saudischer Diplomat im Ruhestand
- Shobokshi, Ossama bin Abdul Majed (1943–2023), saudi-arabischer Arzt, Politiker und Diplomat

### Shoc
- Shochet, Melvyn J. (* 1944), US-amerikanischer Physiker
- Shock G (1963–2021), US-amerikanischer Musiker und Rapper
- Shocked, Michelle (* 1962), US-amerikanische Antifolk-Sängerin und Songwriterin
- Shockey, Jeremy (* 1980), US-amerikanischer American-Football-Spieler
- Shockley, William (* 1963), US-amerikanischer Schauspieler, Musiker und Autor
- Shockley, William Bradford (1910–1989), US-amerikanischer Physiker und NobelpreisträgerWilliam Bradford Shockley (1910–1989)

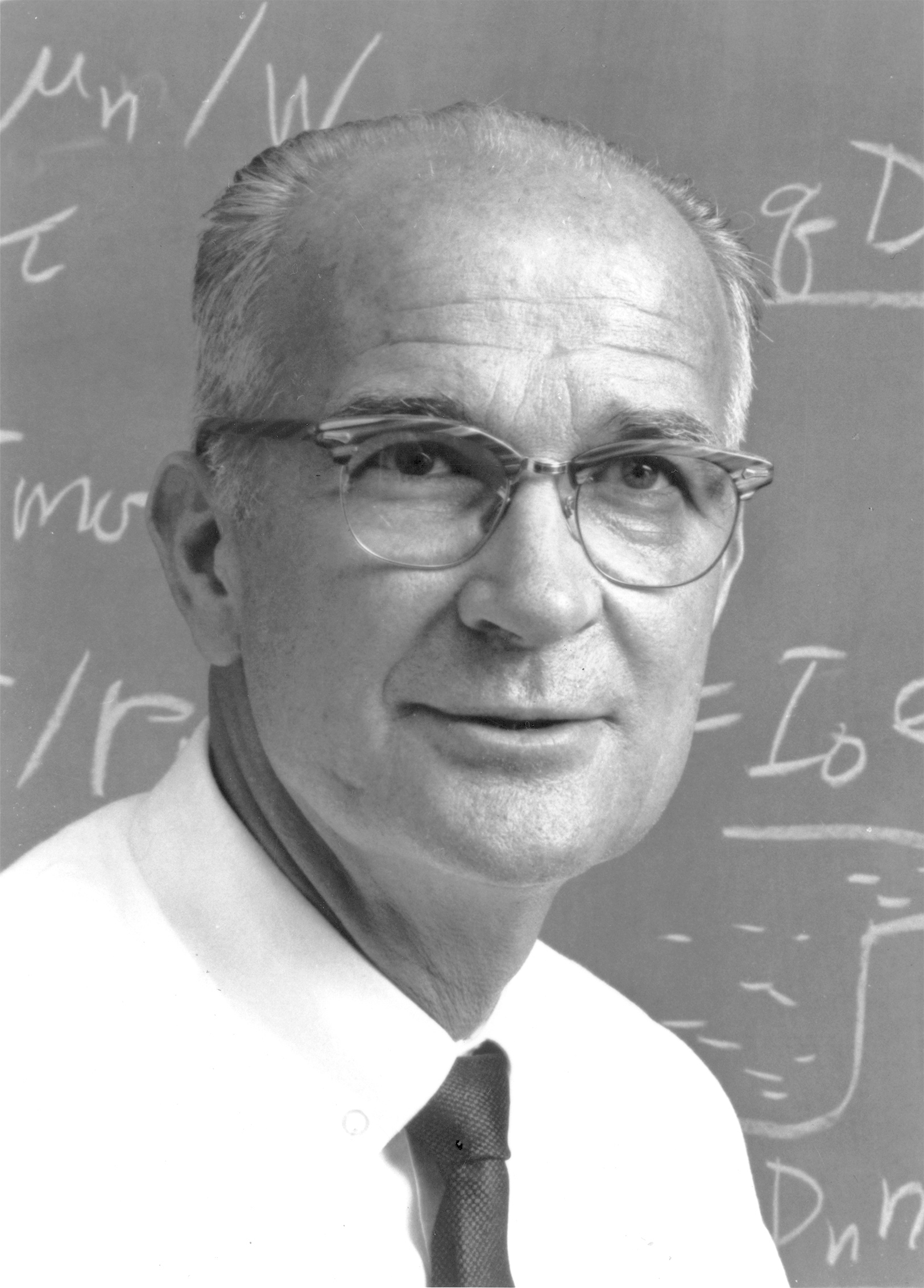
William Bradford Shockley (1910–1989)

- Shocron, Paula (* 1980), argentinische Jazzmusikerin

### Shod
- Shōda, Ayako (* 1981), japanische Ringerin
- Shōda, Heigorō (1847–1922), japanischer Unternehmer
- Shōda, Hidesaburō (1903–1999), japanischer Unternehmer
- Shōda, Kenjirō (1902–1977), japanischer Mathematiker
- Shōda, Shinoe (1910–1965), japanische Schriftstellerin
- Shoda, Yuichi, japanischer Psychologe im Bereich der Persönlichkeitstheorie
- Shodjaie, Seyyed Ali (* 1983), iranischer Schriftsteller

### Shoe
- Shoe Lane Painter, Hilfsbezeichnung für einen Kunstfälscher auf dem Gebiet der antiken Keramik
- Shoe Meritt, Lucy (1906–2003), US-amerikanische Klassische Archäologin und Architekturhistorikerin
- Shoebat, Walid, palästinensischer PLO-Aktivist und Islamkritiker
- Shoebridge, Richard (* 1985), britischer Shorttracker
- Shoef, Maya (* 1988), israelische Schauspielerin
- Shoemake, Charlie (* 1937), amerikanischer Jazzmusiker
- Shoemaker, Ann (1891–1978), US-amerikanische Schauspielerin
- Shoemaker, Bill (1931–2003), US-amerikanischer Jockey
- Shoemaker, Carolyn (1929–2021), US-amerikanische Astronomin
- Shoemaker, Craig (* 1958), US-amerikanischer Komiker und Schauspieler
- Shoemaker, David (* 1968), US-amerikanischer Psychologe, Autor und Thelemit
- Shoemaker, Eugene (1928–1997), US-amerikanischer Astronom und GeologeEugene Shoemaker (1928–1997)

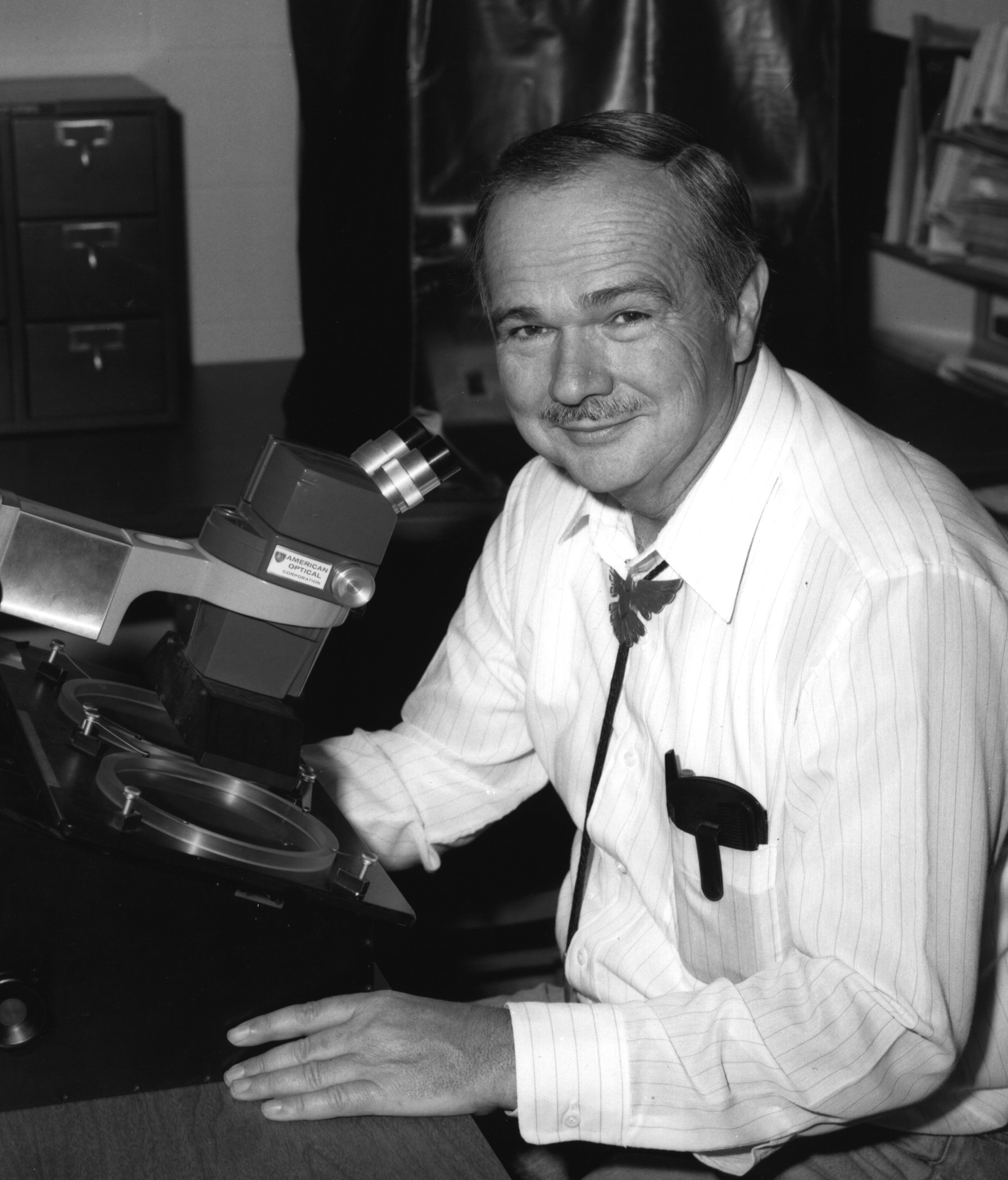
Eugene Shoemaker (1928–1997)

- Shoemaker, Francis (1889–1958), US-amerikanischer Politiker
- Shoemaker, Jarrod (* 1982), US-amerikanischer Duathlet und Triathlet
- Shoemaker, Lazarus Denison (1819–1893), US-amerikanischer Politiker
- Shoemaker, Myrl (1913–1985), US-amerikanischer Politiker
- Shoemaker, Robert M. (1924–2017), US-amerikanischer Offizier, General der US Army
- Shoenberg, David (1911–2004), britischer Physiker
- Shoenberg, Isaac (1880–1963), russischer Hochfrequenztechniker
- Shoenfeld, Yehuda (* 1948), israelischer Arzt und Immunologe
- Shoenfelt, Phil (* 1952), britischer Sänger, Songwriter, Musiker, Texter und Romanautor
- Shoenfield, Joseph R. (1927–2000), US-amerikanischer Logiker

### Shof
- Shofet, Yedidia (1908–2005), iranischer Oberrabbiner
- Shoffner, Bob (1900–1983), US-amerikanischer Jazz-Trompeter
- Shoffner, Jamath (* 1978), US-amerikanischer Fußballspieler
- Shoffner, John (* 1955), US-amerikanischer Unternehmer, Pilot, Fallschirmspringer, Rennfahrer und Astronaut
- Shoffner, Wilson A. (1938–2014), US-amerikanischer Offizier, Generalleutnant der US-Army
- Shofner, Del (1934–2020), US-amerikanischer American-Football-Spieler
- Shofstall, Weldon P. (1903–1994), US-amerikanischer Lehrer und Politiker

### Shog
- Shogen, Yokozawa, Samurai
- Shoghi Effendi (1897–1957), Hüter der Bahai-GemeindeShoghi Effendi (1897–1957)

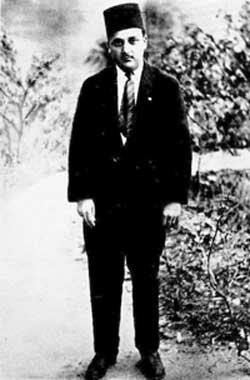
Shoghi Effendi (1897–1957)

- Shogimen, Takashi (* 1967), japanischer Historiker
- Shogoon (* 1992), deutscher Hip-Hop Musiker, Produzent und SängerShogoon (* 1992)

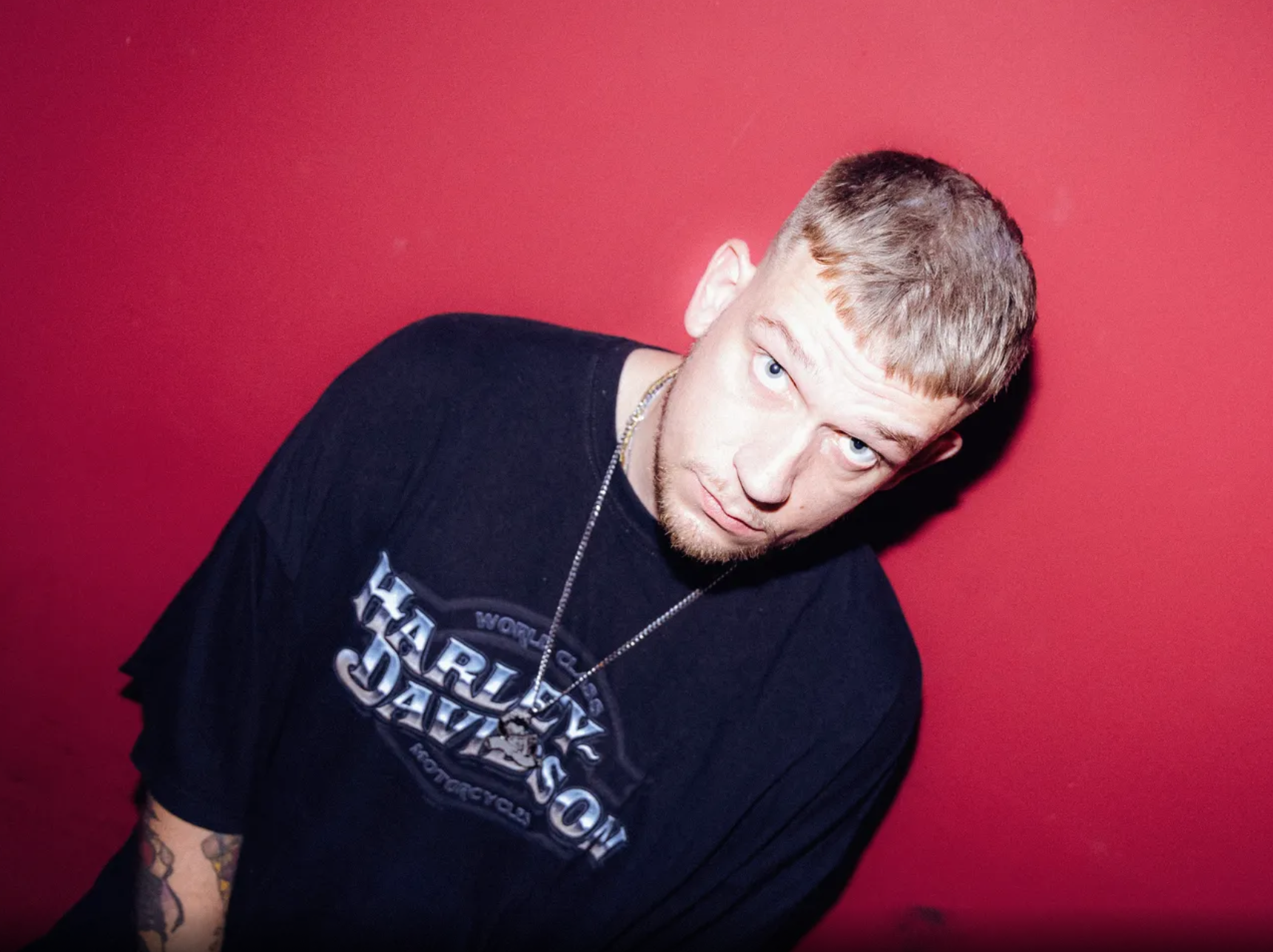
Shogoon (* 1992)

### Shoh
- Shōhaku (1443–1527), japanischer Dichter
- Shoham, Itzhak (* 1947), israelischer Diplomat
- Shoham, Matityahu (1893–1937), hebräischer Lyriker und Dramatiker
- Shoham, Yoav (* 1956), israelischer Informatiker
- Shöhret, Zakir (* 1953), chinesischer Politiker uigurischer Volkszugehörigkeit

### Shoi
- Shoi Matsuda (* 1999), japanischer Radrennfahrer
- Shoichet, Molly (* 1965), kanadische Bioingenieurin, Chemikerin und Hochschullehrerin

### Shoj
- Shoja’aadin, Haytham, jemenitischer Diplomat
- Shojaei, Masoud (* 1984), iranischer Fußballspieler
- Shōji Toshishige (1890–1974), japanischer Generalmajor
- Shoji, Erik (* 1989), US-amerikanischer Volleyballspieler
- Shōji, Gen (* 1992), japanischer Fußballspieler
- Shōji, Honoya (* 1997), japanischer Fußballspieler
- Shōji, Kaoru (* 1937), japanischer Schriftsteller
- Shoji, Kawika (* 1987), US-amerikanischer Volleyballspieler
- Shoji, Satoru (* 1939), japanischer Bildhauer, Textilkünstler und Kunstlehrer
- Shoji, Sayaka (* 1983), japanische Geigerin
- Shōji, Takashi (* 1971), japanischer Fußballspieler
- Shōji, Yoshihiro (* 1989), japanischer Fußballspieler
- Shōji, Yuki (* 1981), japanische Volleyballspielerin

### Shok
- Shōkadō, Shōjō (1582–1639), japanischer Maler
- Shokat, Kevan M. (* 1964), US-amerikanischer Zellbiologe und Biochemiker
- Shoke, Solly (* 1956), südafrikanischer Kommandeur
- Shōkei, japanischer Maler
- Shōken (1849–1914), Kaiserliche Gemahlin des Meiji-TennōShōken (1849–1914)

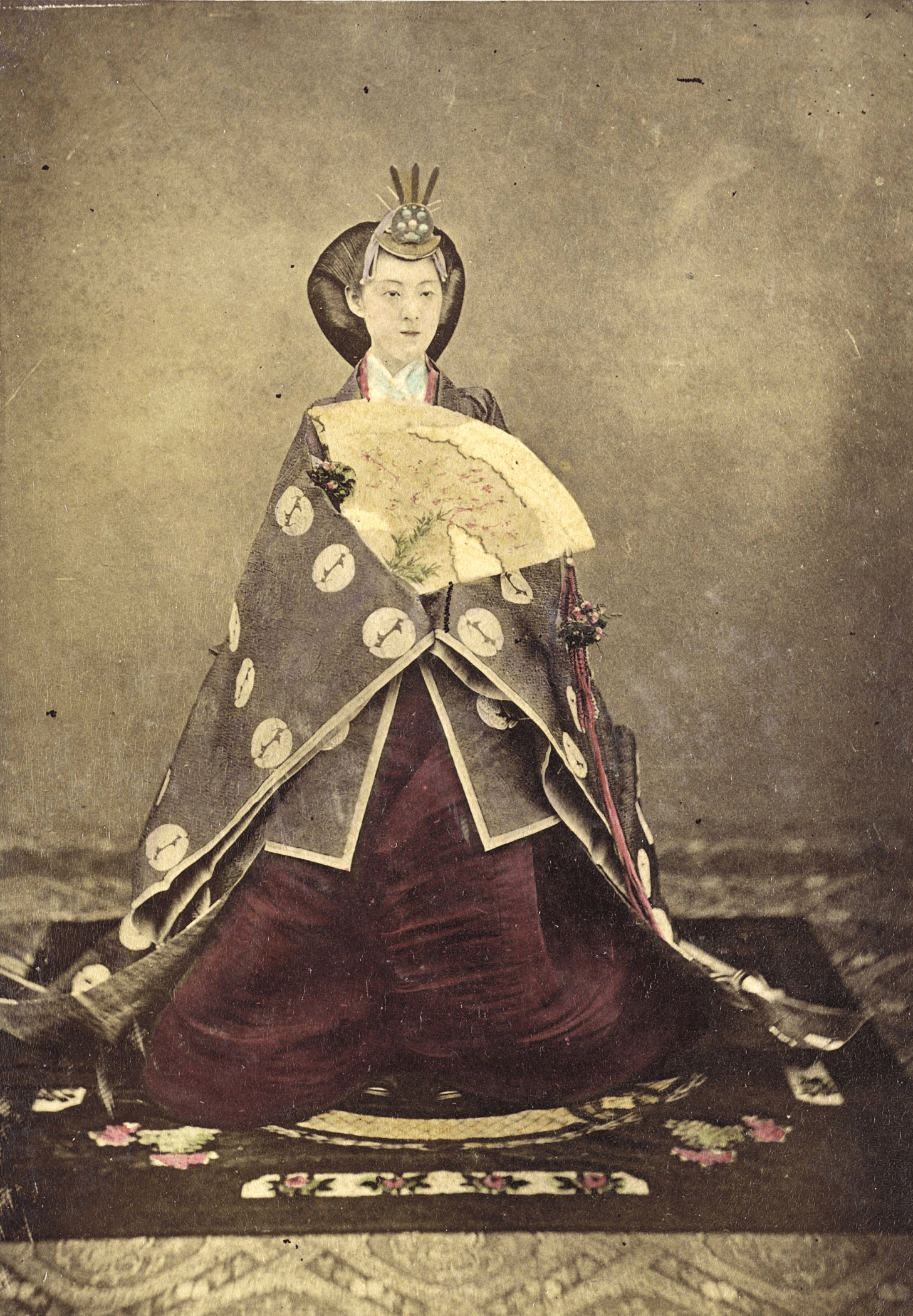
Shōken (1849–1914)

- Shoker, Samy (* 1987), ägyptischer Schachspieler
- Shokirov, Zahriddin (* 2000), usbekischer Zehnkämpfer
- Shōkō (1401–1428), 101. Tennō von Japan
- Shokof, Daryush (* 1954), iranischer Philosoph, Künstler, unabhängiger Filmemacher und Schriftsteller
- Shokrollahi, Amin (* 1964), iranischer Informatiker

### Shol
- Sholder, Jack (* 1945), US-amerikanischer Film- und Fernsehregisseur und Drehbuchautor
- Sholem, Lee (1913–2000), US-amerikanischer Film- und Fernsehregisseur
- Sholes, Christopher Latham (1819–1890), US-amerikanischer Buchdrucker, Journalist und Erfinder
- Shols, W. W. (1925–1981), deutscher Autor
- Sholti, Alexander (* 1975), deutscher SchauspielerAlexander Sholti (* 1975)

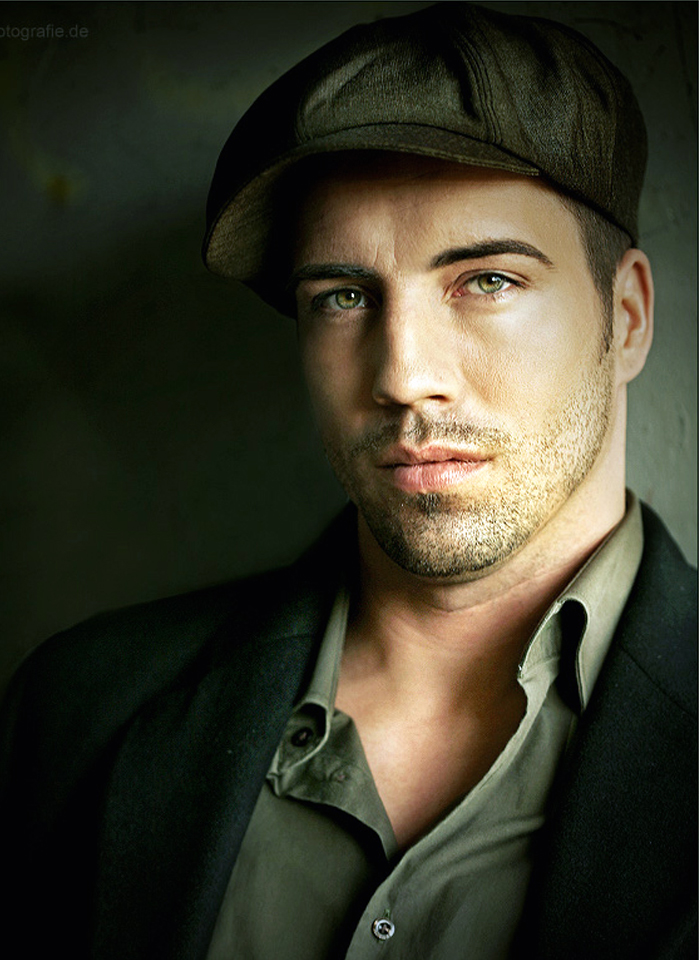
Alexander Sholti (* 1975)

- Sholtz, David (1891–1953), US-amerikanischer Politiker, Gouverneur von Florida

### Shom
- Shomali, William (* 1950), jordanischer Geistlicher und Theologe, Weihbischof und Generalvikar im Lateinischen Patriarchat von Jerusalem, Patriarchalvikar für Jerusalem und Palästina
- Shoman, Hossam Salamah (* 1999), ägyptischer Dreispringer
- Shoman, Lisa (* 1964), belizische Politikerin
- Shomburg, Bianca (* 1974), deutsche Sängerin
- Shome, Tilotama, indische Schauspielerin
- Shōmu (701–756), 45. Tennō von Japan (724–749)
- Shomurodov, Eldor (* 1995), usbekischer Fußballspieler

### Shon
- Shon, Hye-joo (* 1972), südkoreanische Badmintonspielerin
- Shon, Jin-hwan (* 1968), südkoreanischer Badmintonspieler
- Shon, Seung-mo (* 1980), südkoreanischer Badmintonspieler
- Shona (* 1963), französische Popsängerin und Liedschreiberin
- Shonberg, Burt (1933–1977), US-amerikanischer Maler
- Shondell, Troy (1940–2016), US-amerikanischer Pop- und Countrysänger
- Shone Imana, Gutemi (* 1991), äthiopische Langstreckenläuferin
- Shone, Ronald (* 1946), schottischer Wirtschaftswissenschaftler, klinischer Psychologe und Hypnotherapeut
- Shonekan, Ernest (1936–2022), nigerianischer Politiker
- Shoneyin, Lola (* 1974), nigerianische Schriftstellerin
- Shongwe, Abel (* 1966), Fußballer in Eswatini
- Shongwe, Wendy (* 2003), südafrikanische Fußballspielerin
- Shonibare, Yinka (* 1962), britisch-nigerianischer bildender Künstler
- Shonk, George Washington (1850–1900), US-amerikanischer Politiker
- Shōno, Junzō (1921–2009), japanischer Schriftsteller
- Shōno, Yoriko (* 1956), japanische Schriftstellerin
- Shonobi, Fanny (* 1987), gambische Leichtathletin
- Shontelle (* 1985), barbadische Pop- und R&B-SängerinShontelle (* 1985)

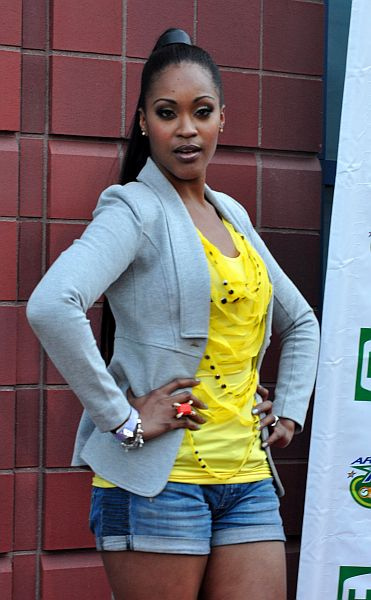
Shontelle (* 1985)

### Shoo
- Shook, Melissa (1939–2020), amerikanische Fotografin, Künstlerin und Lehrerin
- Shoolery, James (1925–2015), US-amerikanischer Chemiker
- Shooman, Yasemin (* 1980), deutsche Historikerin
- Shoombe, Pashukeni (* 1936), namibische Politikerin der SWAPO
- Shooni, Mazin (* 1961), US-amerikanischer Karambolagespieler
- Shoop, John (* 1969), US-amerikanischer American-Football-Trainer
- Shoop, Lindsay (* 1981), US-amerikanische Ruderin
- Shoop, Pamela Susan (* 1948), US-amerikanische Film- und Theaterschauspielerin
- Shoosmith, Stephen (1900–1956), britischer Generalmajor
- Shooter, Adrian (1948–2022), britischer Manager und Eisenbahnenthusiast
- Shooter, Jim (1951–2025), US-amerikanischer Comiczeichner und Herausgeber
- Shōoto, Aya, japanische Illustratorin und Comiczeichnerin

### Shop
- Shope, Richard (1901–1966), US-amerikanischer Virologe

### Shor
- Shor, Dan (* 1956), US-amerikanischer Schauspieler, Regisseur, Drehbuchautor und Schauspiellehrer
- Shor, Miriam (* 1971), US-amerikanische Schauspielerin
- Shor, Peter (* 1959), amerikanischer Mathematiker
- Shorakaror, nubischer König oder Beamter
- Shore, Albert Ferdinand (1876–1936), amerikanischer Metalloge
- Shore, Daryl (* 1970), US-amerikanischer Fußballspieler und -trainer
- Shore, David (* 1959), kanadischer Drehbuchautor, Regisseur und Produzent
- Shore, Denis (1915–1963), südafrikanischer Sprinter
- Shore, Devin (* 1994), kanadischer Eishockeyspieler
- Shore, Dinah (1916–1994), US-amerikanische Sängerin und Schauspielerin
- Shore, Drew (* 1991), US-amerikanischer Eishockeyspieler
- Shore, Eddie (1902–1985), kanadischer Eishockeyspieler und -trainer
- Shore, Howard (* 1946), kanadischer Komponist und DirigentHoward Shore (* 1946)

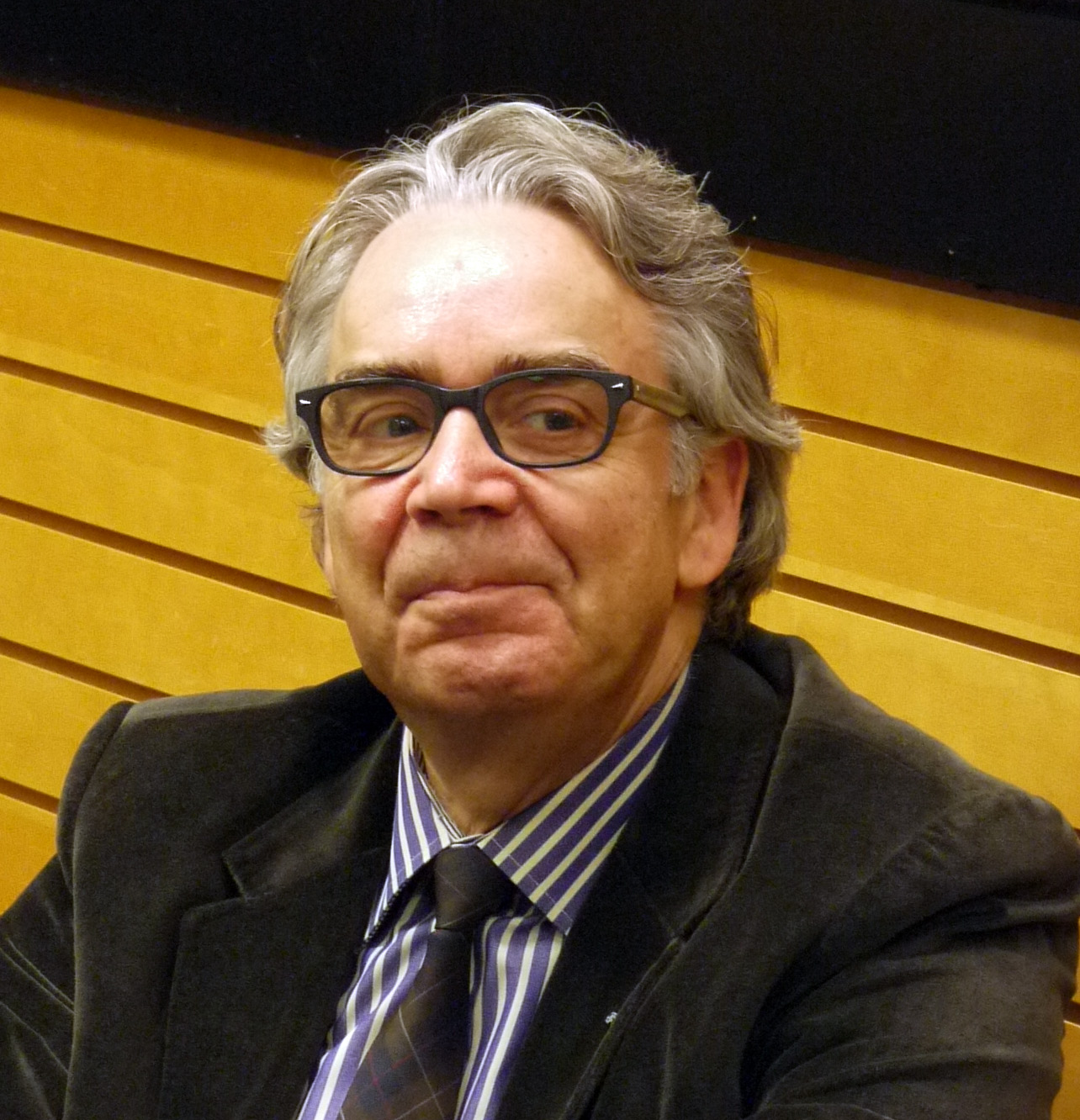
Howard Shore (* 1946)

- Shore, Jane (* 1445), Mätresse von König Eduard IV.
- Shore, John († 1752), englischer Trompeter
- Shore, John, 1. Baron Teignmouth (1751–1834), britischer Politiker, Generalgouverneur von Fort William (1793–1798)
- Shore, Julian (* 1987), US-amerikanischer Jazzmusiker (Piano)
- Shore, Marci (* 1972), US-amerikanische Osteuropahistorikerin
- Shore, Nick (* 1992), US-amerikanischer Eishockeyspieler
- Shore, Pauly (* 1968), US-amerikanischer Comedian und SchauspielerPauly Shore (* 1968)

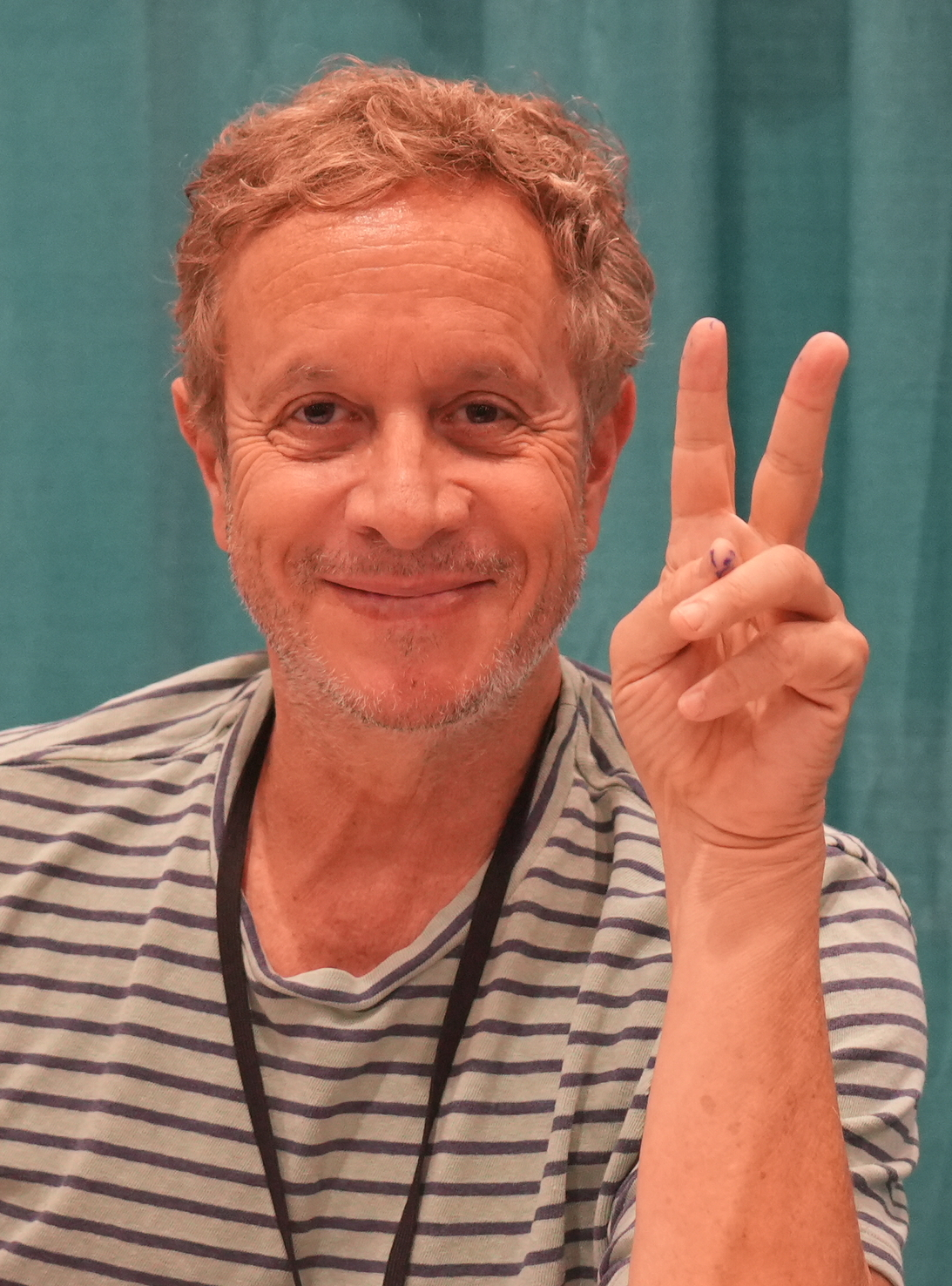
Pauly Shore (* 1968)

- Shore, Peter, Baron Shore of Stepney (1924–2001), britischer Politiker, Mitglied des House of Commons, Life Peer
- Shore, Richard A. (* 1946), US-amerikanischer mathematischer Logiker
- Shore, Rick, US-amerikanischer Basketballtrainer
- Shore, Ryan (* 1974), kanadischer Komponist
- Shore, Stephen (* 1947), US-amerikanischer Fotograf
- Shores, Jonathan, US-amerikanischer Schauspieler
- Shoretire, Shola (* 2004), englischer Fußballspieler
- Shorey, Nicky (* 1981), englischer Fußballspieler
- Shorey, Pablo (* 1983), kubanischer Ringer
- Shorey, Paul (1857–1934), US-amerikanischer Klassischer Philologe
- Shorey, Roop Kishore (1914–1973), indischer Filmregisseur und -produzent des Panjabi- und des Hindi-Film
- Shōriki, Matsutarō (1885–1969), japanischer Geschäftsmann und Politiker
- Shorish, Naqibullah (* 1954), afghanischer Politiker
- Shorland, Frank (1871–1929), britischer Radrennfahrer
- Shorr, Karly (* 1994), US-amerikanische Snowboarderin
- Shorr, Kehat (1919–1972), israelischer Sportschütze, Trainer der israelischen Sportschützen bei den Olympischen Sommerspielen 1972, Mordopfer palästinensischer Terroristen
- Shorr, Lester (1907–1992), US-amerikanischer Kameramann
- Shorr, Richard (1942–2001), US-amerikanischer Tontechniker
- Shorr, Shannon (* 1985), US-amerikanischer Pokerspieler
- Shorrock, Arthur Gostick (1861–1945), englischer baptistischer Missionar
- Shorrosh, Anis (1933–2018), palästinensisch-US-amerikanischer baptistischer Pastor, Missionar, Buchautor und Islamkritiker
- Short Bull, indianischer Medizinmann der Brulé-(Oglala)-Lakota-Sioux, Führer in der Geistertanzbewegung
- Short, Bobby (1924–2005), US-amerikanischer Sänger und Pianist
- Short, Clare (* 1946), britische Politikerin, Mitglied des House of Commons und Frauenrechtlerin
- Short, Columbus (* 1982), US-amerikanischer Schauspieler und ChoreografColumbus Short (* 1982)

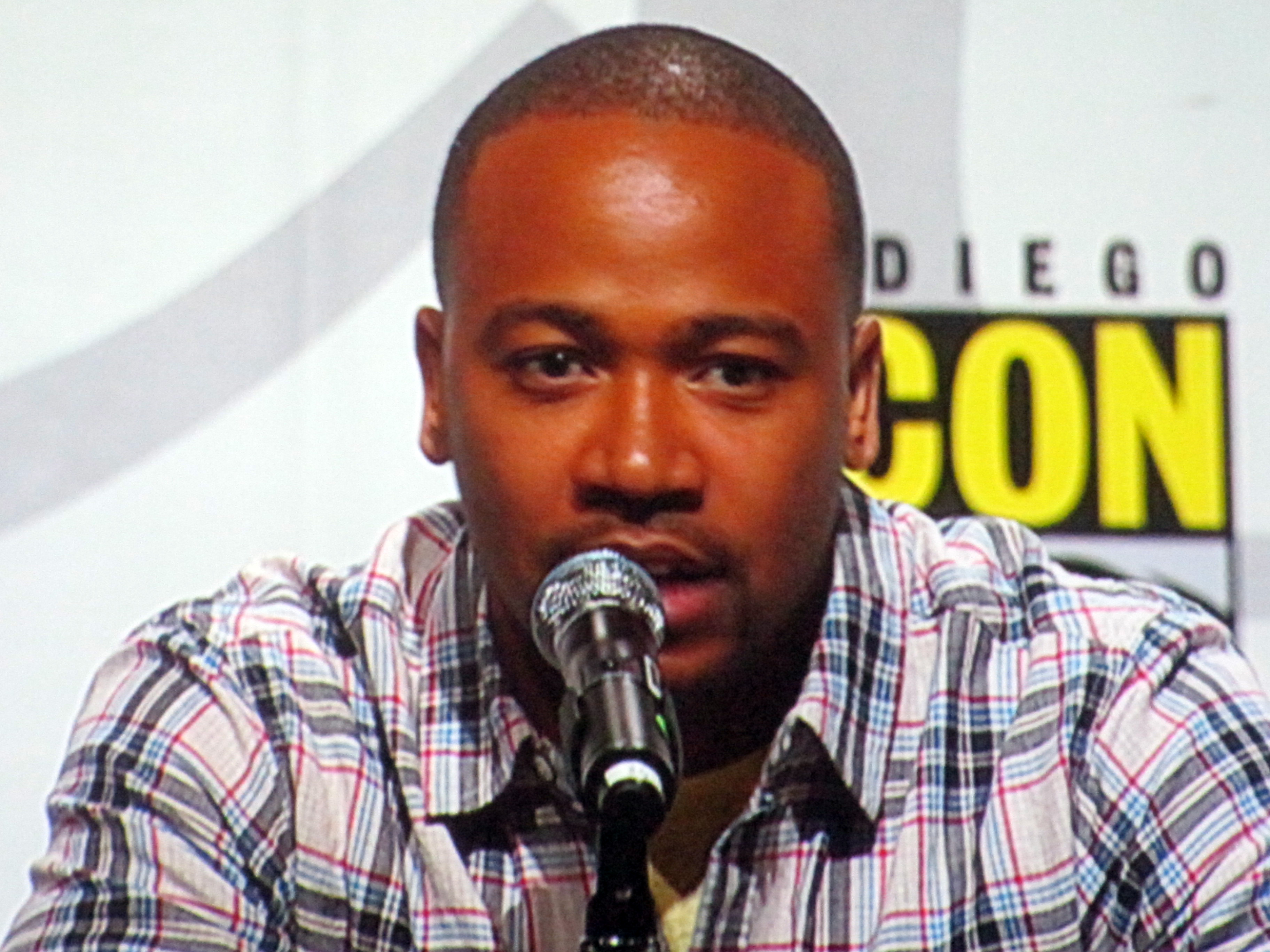
Columbus Short (* 1982)

- Short, Craig (* 1968), englischer Fußballspieler und Fußballtrainer
- Short, Dewey Jackson (1898–1979), US-amerikanischer Politiker
- Short, Don L. (1903–1982), US-amerikanischer Politiker (Republikanische Partei)
- Short, Dorothy (1914–1963), US-amerikanische Schauspielerin
- Short, Edward, Baron Glenamara (1912–2012), britischer Politiker (Labour), Mitglied des House of Commons
- Short, Elizabeth (1924–1947), US-amerikanisches MordopferElizabeth Short (1924–1947)

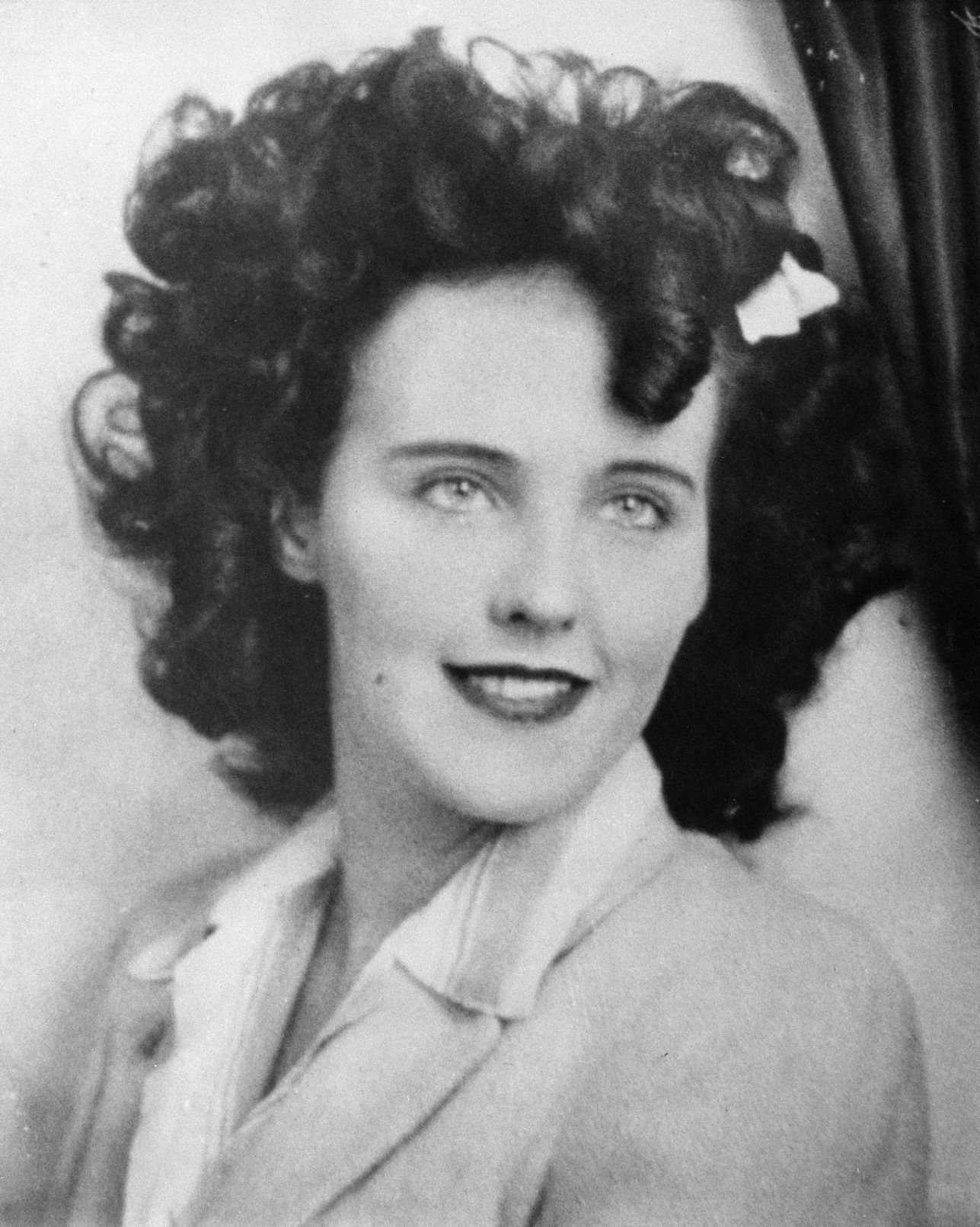
Elizabeth Short (1924–1947)

- Short, Frank (1857–1945), britischer Grafiker und Radierer
- Short, Jack (1928–1976), englischer Fußballspieler
- Short, Jake (* 1997), US-amerikanischer Schauspieler
- Short, James (1710–1768), britischer Mathematiker, Optiker und Teleskopbauer
- Short, James F. (1924–2018), US-amerikanischer Soziologe und Kriminologe
- Short, Jane (* 1881), englisch-britische Suffragette
- Short, Jennifer, US-amerikanischer Generalleutnant
- Short, Kawann (* 1989), US-amerikanischer American-Football-Spieler
- Short, Lester Leroy (* 1933), US-amerikanischer Ornithologe
- Short, Luke (1908–1975), US-amerikanischer Schriftsteller und Journalist
- Short, Marjorie Anne, US-amerikanische Filmproduzentin, Filmregisseurin und Filmschauspielerin
- Short, Martin (* 1950), kanadischer Schauspieler, Drehbuchautor und ProduzentMartin Short (* 1950)

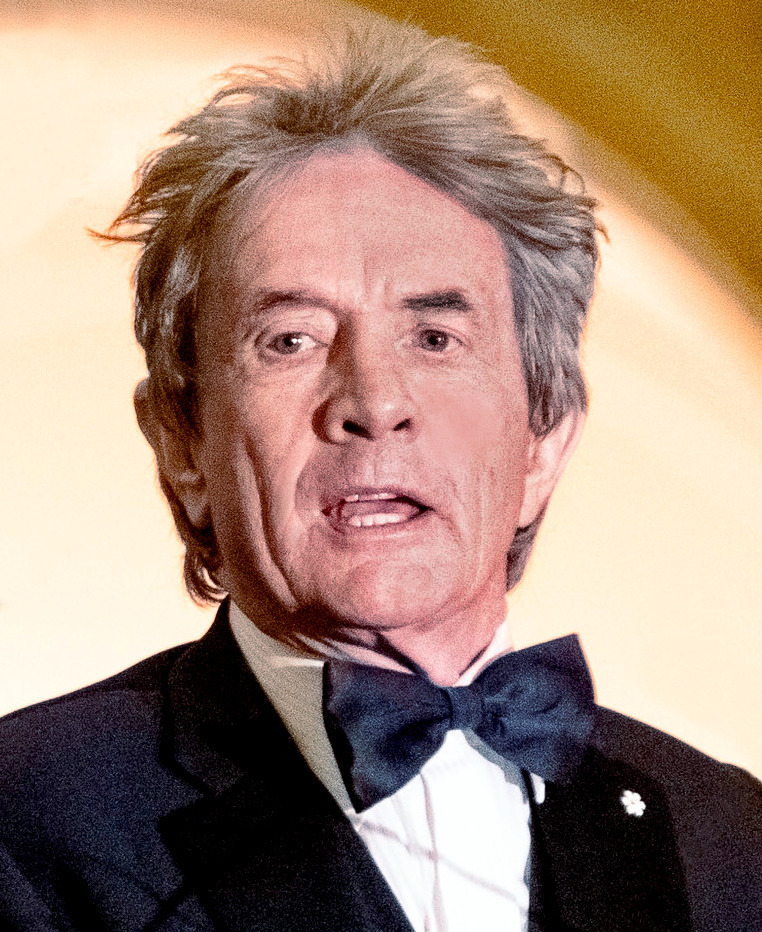
Martin Short (* 1950)

- Short, Martin (* 1959), britischer Autorennfahrer
- Short, Nigel (* 1965), englischer Schachgroßmeister
- Short, Philip (* 1945), britischer Journalist, Auslandskorrespondent und Biograph
- Short, Philip (1960–2018), irischer Schachspieler
- Short, Rebecca (* 1974), neuseeländische Managerin
- Short, Robert, Maskenbildner und Spezialeffektkünstler
- Short, Samuel (* 2003), australischer Schwimmer
- Short, Thomas (1711–1788), schottischer Optiker
- Short, Thomas Vowler (1790–1872), britischer Geistlicher und Schriftsteller
- Short, Walter C. (1880–1949), US-amerikanischer General und Befehlshaber der Armeestreitkräfte während des Angriffs auf Pearl Harbor
- Short, William († 1849), US-amerikanischer Diplomat
- Short, Winston (* 1945), Sprinter aus Trinidad und Tobago
- Short, Zack (* 1997), honduranisch-US-amerikanischer Leichtathlet
- Shortall, Róisín (* 1954), irische Politikerin
- Shorten, Bill (* 1967), australischer Politiker
- Shorten, Rebecca (* 1993), britische Ruderin
- Shorter, Alan (1932–1988), US-amerikanischer Jazz-Trompeter
- Shorter, Edward (1767–1836), englischer Mechaniker, Erfinder und Freeman of London
- Shorter, Edward (* 1941), kanadischer Historiker und Hochschullehrer
- Shorter, Eli Sims (1823–1879), US-amerikanischer Politiker, Gouverneur von Florida
- Shorter, Frank (* 1947), US-amerikanischer Marathonläufer und Olympiasieger
- Shorter, John Gill (1818–1872), US-amerikanischer Politiker, Gouverneur von Alabama
- Shorter, Wayne (1933–2023), US-amerikanischer Jazz-Saxophonist und -komponistWayne Shorter (1933–2023)

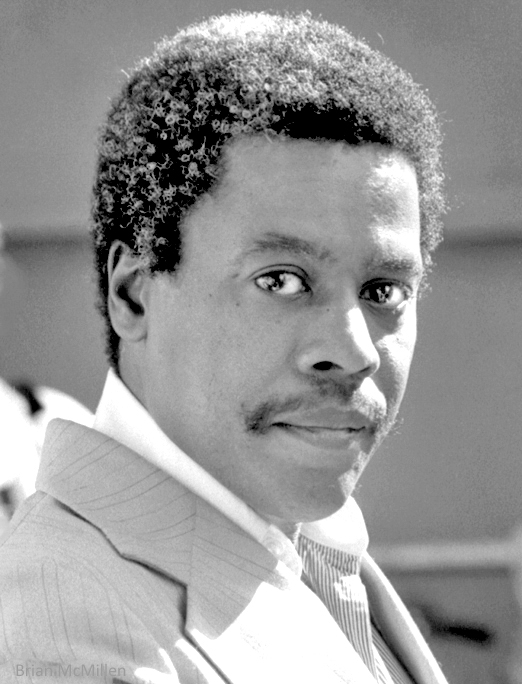
Wayne Shorter (1933–2023)

- Shorthouse, Bill (1922–2008), englischer Fußballspieler
- Shortino, Paul (* 1953), US-amerikanischer Musiker
- Shortis, Jason (* 1970), australischer Triathlet
- Shortiss, Bertha (* 1968), Schweizer Bildhauerin
- Shortland, Cate (* 1968), australische Autorin, sowie Film- und Fernsehregisseurin
- Shortland, Edward (1812–1893), britisch-neuseeländischer Arzt und Linguist
- Shortland, John (1739–1803), britischer Marineoffizier und Entdecker
- Shortland, John (1769–1810), britischer Marineoffizier
- Shortland, Peter (1815–1888), britischer Marineoffizier und Geodät
- Shortland, Willoughby (1804–1869), britischer Marineoffizier und Kolonialbeamter
- Shortman, Kate (* 2001), britische Synchronschwimmerin
- Shortridge, Eli (1830–1908), US-amerikanischer Politiker
- Shortridge, Guy Chester (1880–1949), britischer Zoologe und Museumsdirektor
- Shortridge, Samuel M. (1861–1952), US-amerikanischer Politiker
- Shorts, TJ (* 1997), US-amerikanisch-nordmazedonischer BasketballspielerTJ Shorts (* 1997)

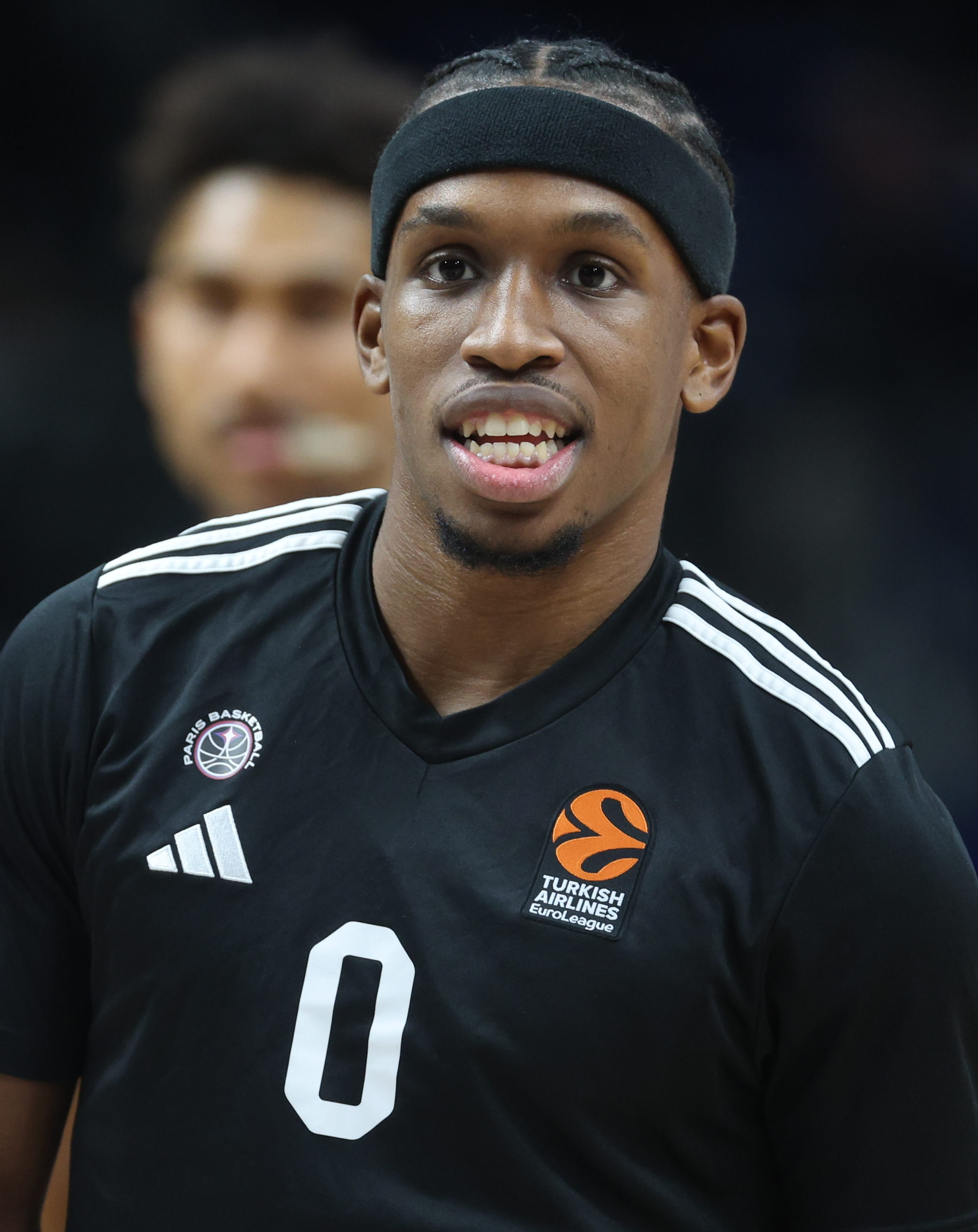
TJ Shorts (* 1997)

- Shortt, Edward (1862–1935), britischer Rechtsanwalt und Politiker der Liberal Party, Unterhausabgeordneter, Innenminister
- Shorunmu, Ike (* 1967), nigerianischer Fußballtorwart

### Shos
- Shoshan, Orli (* 1974), israelische Schauspielerin und Model
- Shoshani, Jeheskel (1943–2008), israelisch-US-amerikanischer Evolutionsbiologe, Paläontologe und Mammaloge
- Shoshani, Neta (* 1980), israelische Dokumentarfilmerin und Drehbuchautorin
- Shoshi, Zef (* 1939), albanischer Maler
- Shostak, Marjorie (1945–1996), US-amerikanische Ethnologin
- Shostak, Murray (* 1943), kanadischer Filmproduzent
- Shostak, Seth (* 1943), US-amerikanischer Astronom

### Shot
- Shotaro, Regina (* 1981), mikronesische Sprinterin
- Shōtetsu (1381–1459), japanischer Dichter
- Shotham, Ramesh (* 1948), indischer Perkussionist
- Shōtoku (574–622), japanischer Kulturheld
- Shott, Hugh Ike (1866–1953), US-amerikanischer Politiker (Republikanische Partei)
- Shotton, Frederick William (1906–1990), britischer Geologe
- Shotton, Ryan (* 1988), englischer Fußballspieler
- Shotwell, Charlie (* 2007), US-amerikanischer Schauspieler
- Shotwell, Gwynne (* 1963), US-amerikanische Ingenieurin, Präsidentin der Raumfahrtfirma SpaceXGwynne Shotwell (* 1963)

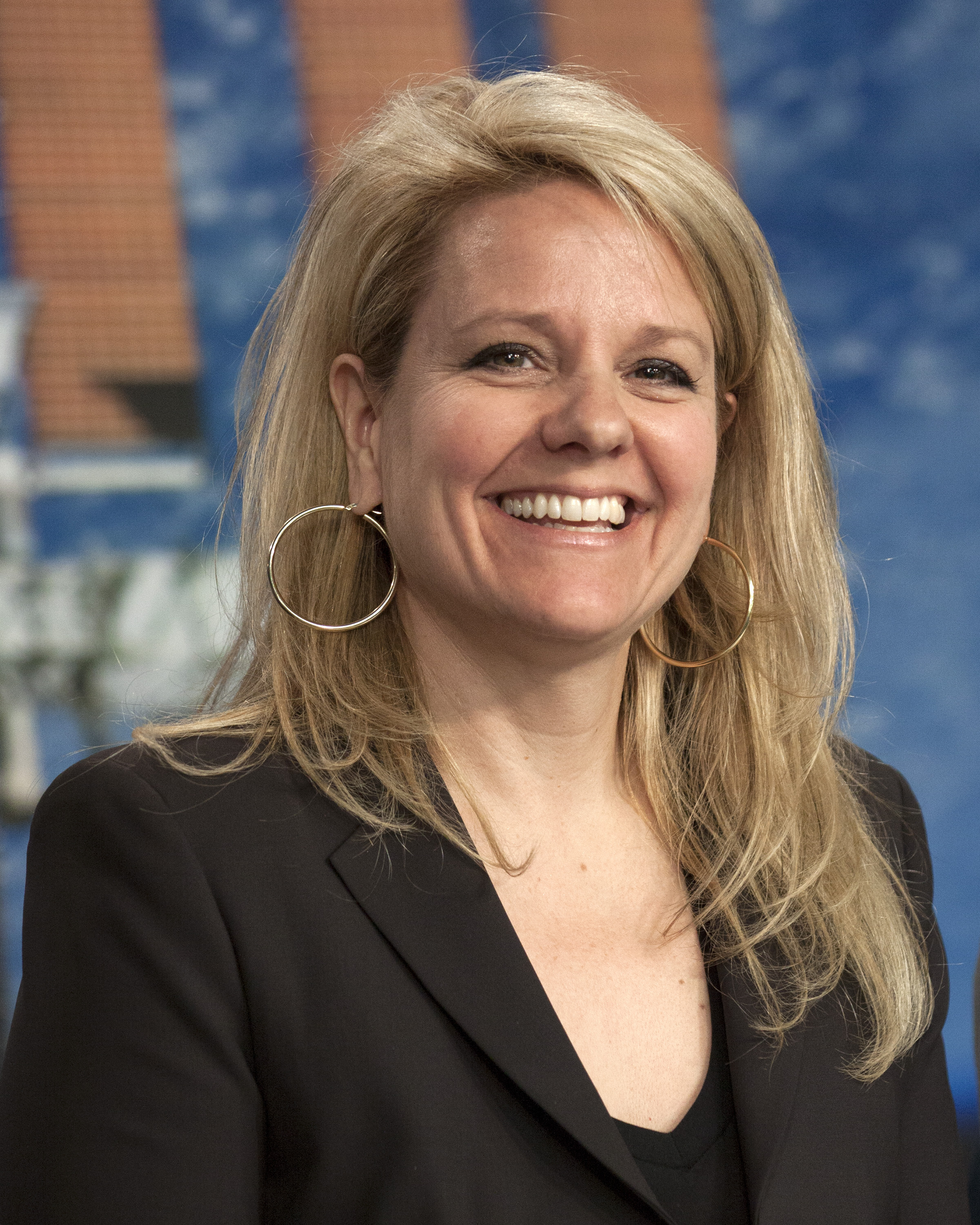
Gwynne Shotwell (* 1963)

- Shotwell, James T. (1874–1965), kanadisch-US-amerikanischer Historiker

### Shou
- Shou, Robin (* 1960), chinesisch-US-amerikanischer Schauspieler
- Shouaa, Ghada (* 1972), syrische Siebenkämpferin
- Shoudt, Bob (* 1968), amerikanischer Wettkampfesser
- Shoufani, Emile (1947–2024), israelisch-arabischer christlicher Theologe, Erzieher und Friedensaktivist
- Shouldice, Edward Earle (1890–1965), kanadischer Chirurg und Pionier der Hernienchirurgie
- Shouldice, Warren (* 1983), kanadischer Freestyle-Skisportler
- Shoultz-Carrnoff, Erwin (1913–1990), deutscher Maler
- Shoumatoff, Elizabeth (1888–1980), US-amerikanische Porträtmalerin
- Shoup, David M. (1904–1983), US-amerikanischer General und 22. Commandant des United States Marine Corps
- Shoup, George Laird (1836–1904), US-amerikanischer Politiker
- Shoup, Howard (1903–1987), US-amerikanischer Kostümbildner
- Shoup, Oliver Henry (1869–1940), US-amerikanischer Politiker, Gouverneur von Colorado
- Shoup, Richard G. (1923–1995), US-amerikanischer Politiker
- Shoup, Wally (1944–2024), US-amerikanischer Jazzsaxophonist
- Shourds, Sherry (1906–1991), US-amerikanischer Regieassistent
- Shourie, Arun (* 1941), indischer Journalist, Autor und Politiker
- Shouse, Catherine Filene (1896–1994), US-amerikanische Schriftstellerin, Frauenrechtlerin und Kunstmäzen
- Shouse, Jouett (1879–1968), US-amerikanischer Politiker
- Shousha, Abdelrahman (* 2001), österreichischer Fußballspieler

### Shov
- Shoval, Tom (* 1981), israelischer Regisseur, Filmproduzent und Drehbuchautor
- Shoval, Zalman (* 1930), israelischer Politiker und Diplomat
- Shove, Fredegond (1889–1949), englische Dichterin
- Shove, Gerald (1887–1947), britischer Ökonom
- Shovell, Cloudesley (1650–1707), englischer Admiral und Politiker
- Shoveller, Stanley (1881–1959), englischer Hockeyspieler
- Shoven, John (* 1947), US-amerikanischer Wirtschaftswissenschaftler
- Shovlin, Andrew (* 1973), britischer Ingenieur

### Show
- Show, Grant (* 1962), US-amerikanischer SchauspielerGrant Show (* 1962)

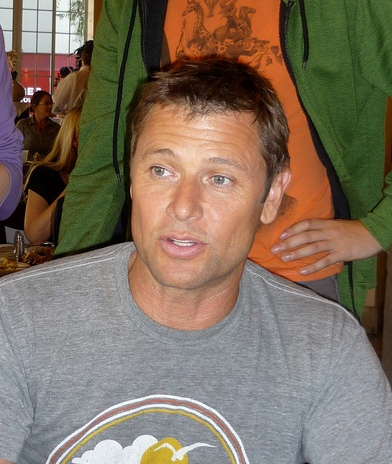
Grant Show (* 1962)

- Show, Vanessa (1950–2023), argentinischer Filmschauspieler, Model und Transvestit
- Showalter, Buck (* 1956), US-amerikanischer Baseballspieler und -trainer
- Showalter, Dennis (1942–2019), US-amerikanischer Historiker
- Showalter, Elaine (* 1941), US-amerikanische Feministin und Literaturwissenschaftlerin
- Showalter, Gena (* 1975), US-amerikanische Schriftstellerin
- Showalter, Jackson Whipps (1860–1935), US-amerikanischer Schachspieler
- Showalter, Joseph Baltzell (1851–1932), US-amerikanischer Politiker
- Showalter, Mark R. (* 1957), US-amerikanischer Astronom
- Showalter, Max (1917–2000), US-amerikanischer Schauspieler und Komponist
- Showalter, Michael (* 1970), US-amerikanischer Drehbuchautor, Filmregisseur und FilmproduzentMichael Showalter (* 1970)

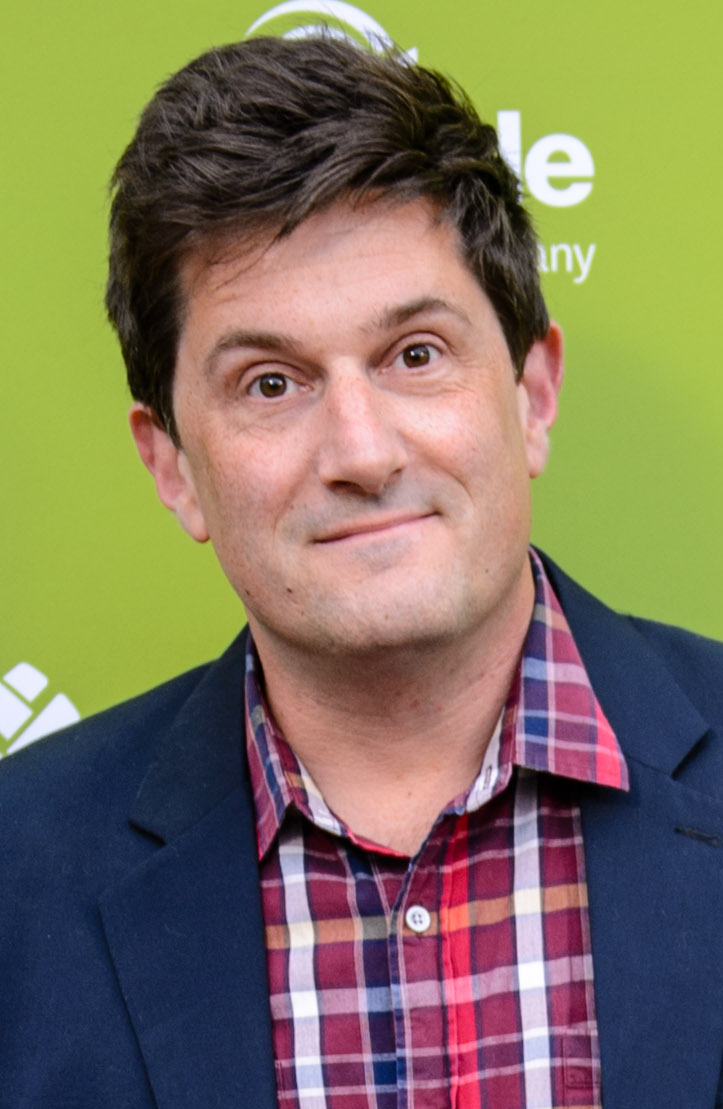
Michael Showalter (* 1970)

- Showell, George (1934–2012), englischer Fußballspieler
- Showell, Kenneth (1939–1997), US-amerikanischer Maler
- Shower, Jacob (1803–1879), US-amerikanischer Politiker
- Shower, Kathy (* 1953), US-amerikanisches Playmate und Schauspielerin
- Shower, Little Hudson (1919–2009), US-amerikanischer Bluesmusiker
- Showerman, Christopher (* 1971), US-amerikanischer Schauspieler
- Showghi, Farhad (* 1961), iranisch-deutscher Arzt und Schriftsteller
- Showreddy, Udumala Bala (* 1954), indischer römisch-katholischer Geistlicher, Erzbischof von Visakhapatnam
- Shows, Ronnie (* 1947), US-amerikanischer Politiker